# Józef Starkowski

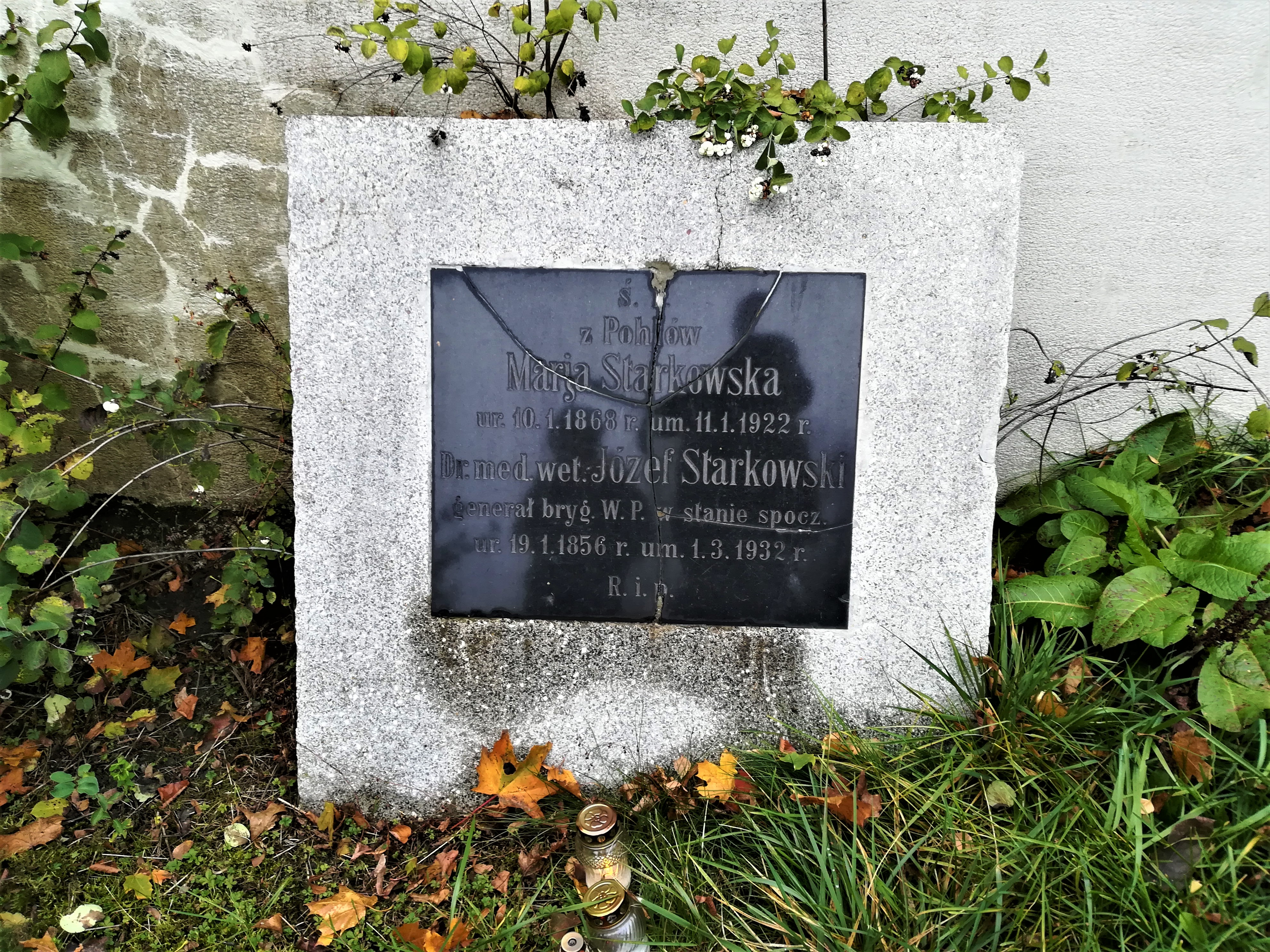
Grób małżeństwa Starkowskich na Cmentarzu Bohaterów Polskich w Poznaniu

Józef Starkowski (ur. 19 stycznia 1856 w Poznaniu, zm. 1 marca 1932 w Poznaniu) – polski lekarz weterynarii, tytularny generał brygady Wojska Polskiego.

## Życiorys
Był synem Walentego, właściciela zakładu dorożek i omnibusów w Poznaniu, oraz Józefy z Borczyńskich. W 1875 ukończył Gimnazjum św. Marii Magdaleny w Poznaniu i rozpoczął studia na Wydziale Inżynieryjnym Akademii Budowlanej  w Berlinie, przerwał je po śmierci ojca w 1878,  wrócił do Poznania, by kierować rodzinnym przedsiębiorstwem. W 1889, dzięki stypendium im. Karola Marcinkowskiego  oraz sprzedaży przedsiębiorstwa, rozpoczął w Berlinie studia weterynaryjne w Wyższej Szkole Weterynarii, ukończył studia 28 czerwca 1893, uzyskując dyplom lekarza weterynarii. Pracował od 18 lipca 1893 w nadzorze produktów mięsnych rzeźni w Berlinie, a od 1 października w rzeźni w Bydgoszczy. Wrócił w 1895 do Poznania i rozpoczął wolną praktykę lekarza weterynarii. W 1897 zorganizował tu Szkołę Podkuwania Koni, którą kierował do 1917. Jako ekspert podkownictwa był w latach 1898–1914 regularnie wzywany do poboru koni w armii niemieckiej. Wykładał w Kółkach Rolniczych i Centralnym Towarzystwie Rolniczym. W styczniu 1919 wziął udział w powstaniu wielkopolskim, służąc jako kapitan w sztabie Naczelnego Dowództwa. Do WP wstąpił ochotniczo 24 czerwca 1919, 24 czerwca 1920 roku został zatwierdzony z dniem 1 kwietnia 1920 roku w stopniu podpułkownika w Korpusie Weterynaryjnym. Był wówczas kierownikiem Szkoły Kucia Koni w Poznaniu. 1 czerwca 1921 roku pełnił służbę w Okręgowym Szpitalu Koni Nr 7 w Poznaniu.
3 maja 1922 roku został zweryfikowany w stopniu pułkownika lekarza weterynarii ze starszeństwem z 1 czerwca 1919 roku i 1. lokatą w korpusie oficerów weterynaryjnych. Jego oddziałem macierzystym była Kadra Okręgowego Szpitala Koni Nr 7 w Poznaniu. W latach 1920–1926 prowadził zajęcia w Szkole Policji Konnej w Poznaniu, zajmując się higieną koni, ich pielęgnacją oraz opieką weterynaryjną. Z dniem 31 października 1923 roku został przeniesiony w stan spoczynku, w stopniu tytularnego generała brygady, ale nadal pracował w wojsku jako oficer kontraktowy. Po zakończeniu działalności w szkole i szpitalu wojskowym oraz w szkole policyjnej, pracował od  1926 do śmierci jako weterynarz rzeźni miejskiej w Poznaniu. Tam 1 marca 1932 roku zmarł, został pochowany 4 marca na cmentarzu garnizonowym na stokach Cytadeli Poznańskiej (kwatera 1 - rząd H - miejsce 6).
Był żonaty od 1894 z Marią z Pohlów (1868-1922), miał dwoje dzieci: syna Kazimierza (1895-1940), adwokata i działacza sportowego zamordowanego w Charkowie w ramach zbrodni katyńskiej oraz córkę Wandę (1897-1944), lekarkę zmarłą w obozie koncentracyjnym Auschwitz na paratyfus (nr więźniarski 63637).